# Steve Ouimette
Steve Ouimette (18 giugno 1968) è un chitarrista heavy metal statunitense, compositore e produttore.

## Biografia
Nella sua lunga carriera ha composto molte colonne sonore, privilegiando film e videogiochi per console e cellulari. È diventato famoso soprattutto per aver inciso una cover della hit di musica country The Devil Went Down to Georgia, della Charlie Daniels Band, per il videogioco Guitar Hero III: Legends of Rock, nel quale suona le parti scritte per violino con la chitarra elettrica. Sempre per il gioco citato ha scritto anche un arrangiamento del canto natalizio We Three Kings, ed è sua la reinterpretazione del Top Gun Anthem. È stato inoltre esecutore di buona parte delle cover dei capitoli precedenti della serie nonché di un paio di cover del successivo titolo dedicato agli Aerosmith.
Ha eseguito anche un pacchetto di tracce per Guitar Hero 5 scaricabile gratuitamente, che include le cover heavy metal degli inni nazionali di Francia (La Marseillaise), Germania (Lied der Deutschen), Italia (Il Canto degli Italiani), Gran Bretagna (God Save the Queen), Stati Uniti (The Star-Spangled Banner).

## Discografia
- The Settles Sessions (2003)
- Guitar Hero III: Legends of Rock O.S.T. (artisti vari - 2007)